# ヴィエンチャン駅 (カムサワート)
- ヴィエンチャン駅
- カムサワート駅
- カムサバット駅

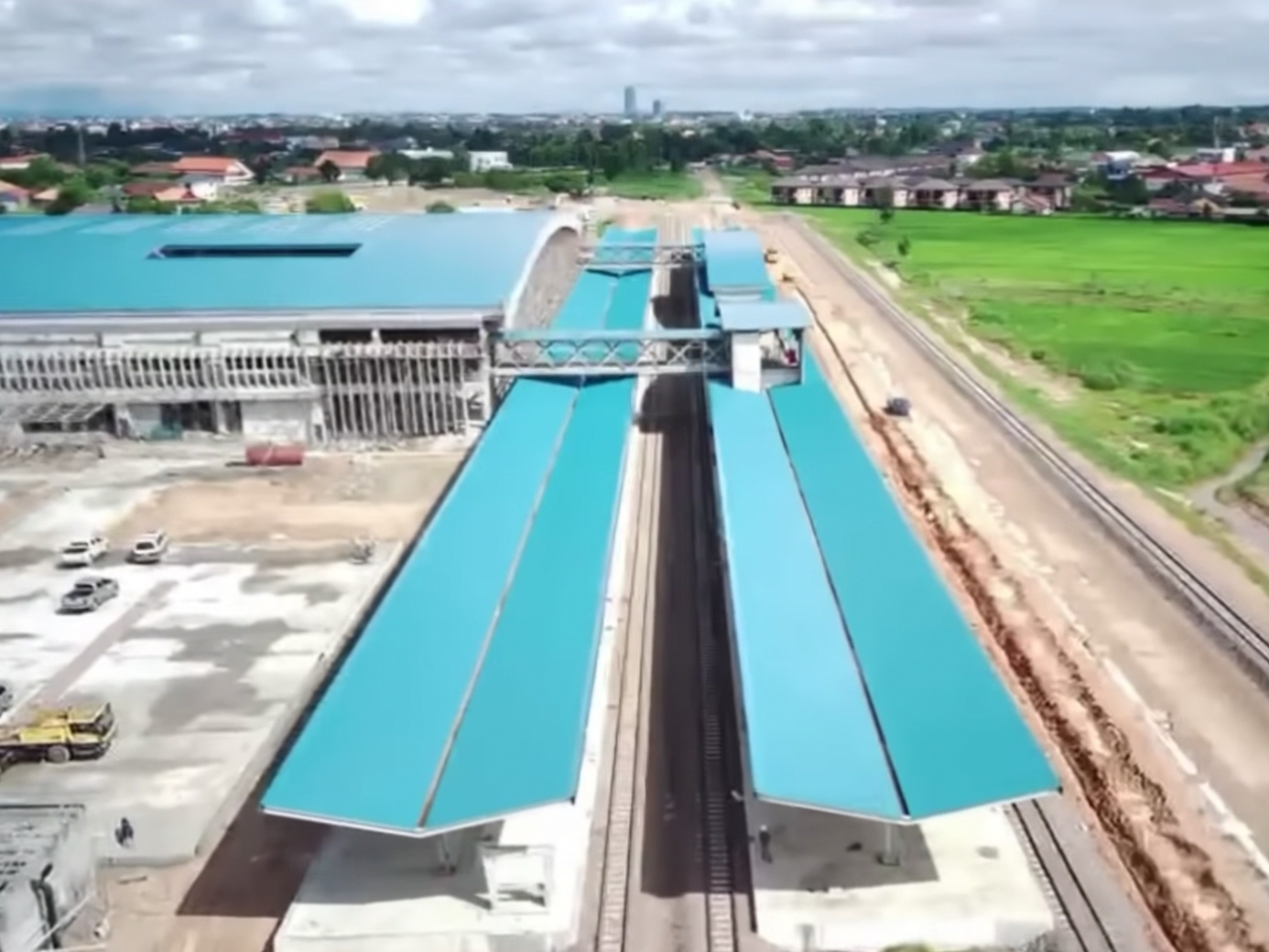
建設中の駅

ヴィエンチャン駅 (カムサワート)（ラーオ語: ສະຖານີວຽງຈັນ (ຄຳສະຫວາດ)，英語: Vientiane Railway Station (Khamsavath)) はラオスのヴィエンチャン都サイセター郡カムサワート村にある駅である。ヴィエンチャン市内中心部より約6.5km東側、ターナレーン駅より約7.5 km北側に延伸したところにある。
2011年3月、JICAがまとめた「首都ビエンチャン都市開発マスタープラン策定プロジェクト」の報告書には Vientiane Central Station（ヴィエンチャン中央駅）と記載されていた。
2018年、タイのNEDAによる、タイ・ラオス鉄道建設プロジェクト（第2期）として建設され、完成は2021年末の予定であった。工事は遅れたが、2022年7月にはほぼ完成していた。2023年10月30日、ラオスのソーンサイ首相、タイのセター首相が出席し、開業記念式典が行われた。2024年4月頃には正式に運用に入る予定であった。

## 設備
ラオスの出入国管理設備が設置されており、出発前の出国手続き、到着時の入国手続きに利用されている。ラオス中国鉄道のチケット売り場が併設されている。

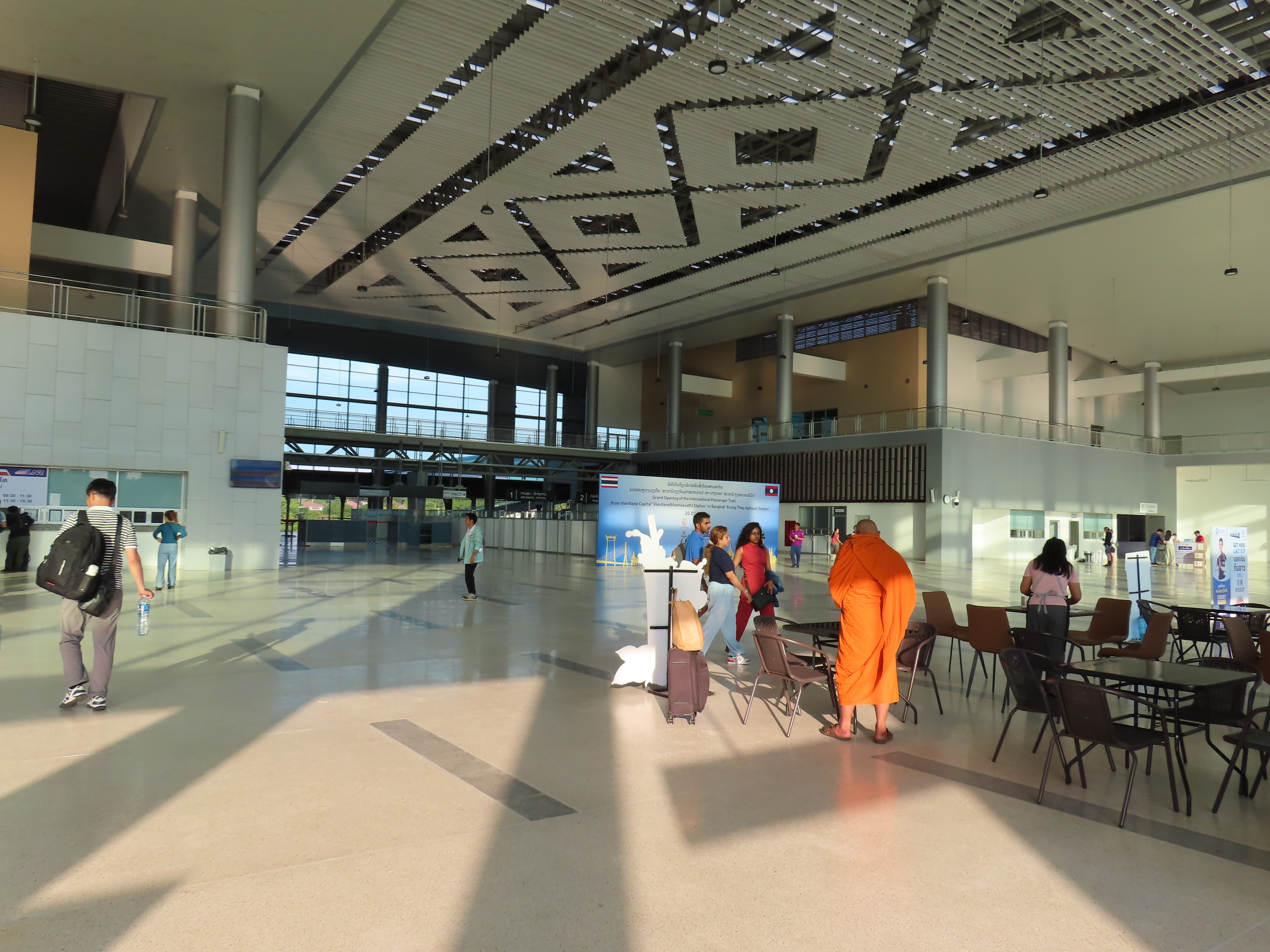
駅構内の様子。奥には出入国管理設備が見える。
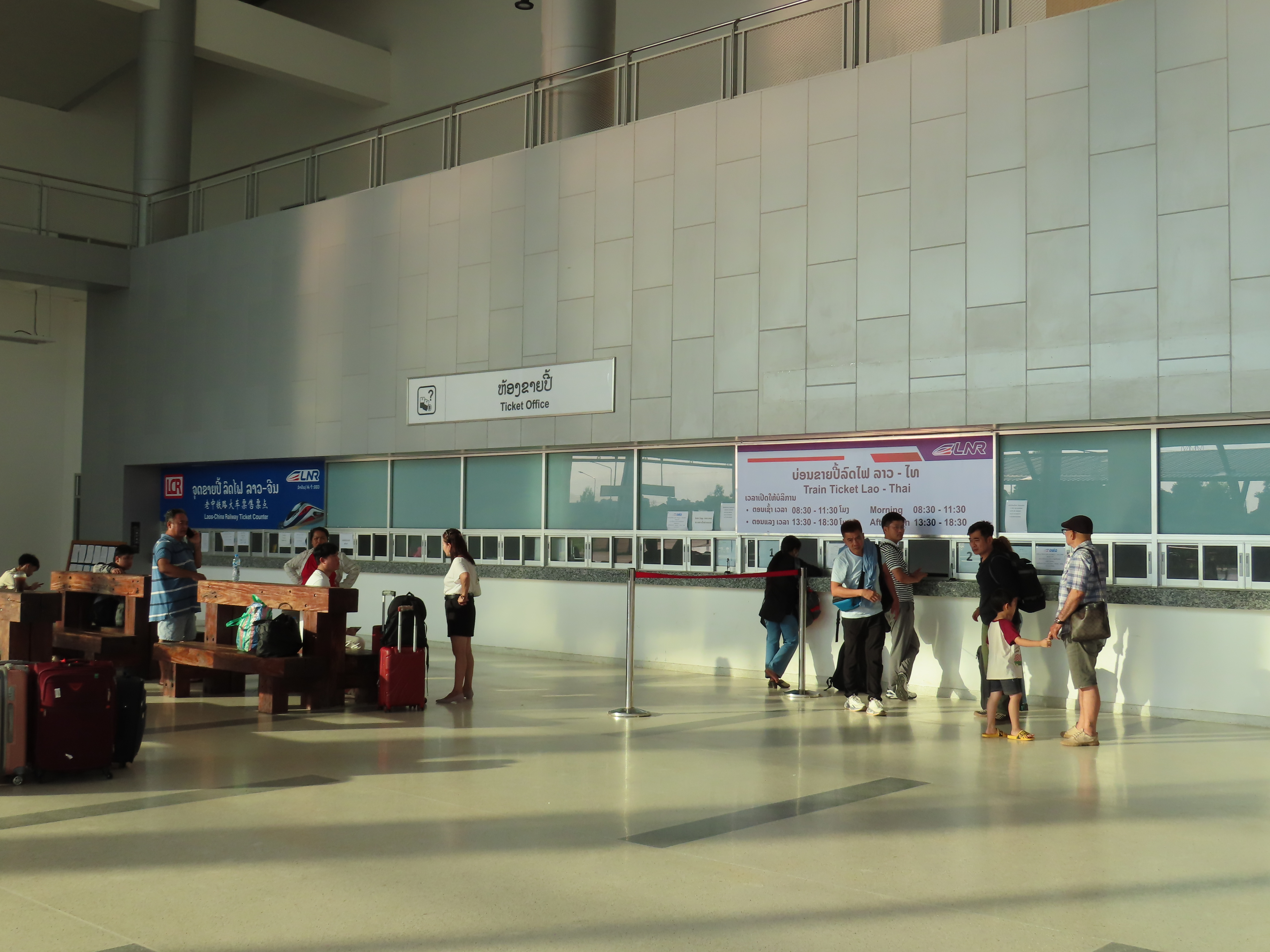
ラオス・タイ鉄道（右側）とラオス・中国鉄道（左側）のきっぷ売り場

## 運行列車
2024年7月19日より、旅客営業を開始した。タイのバンコク（クルンテープ・アピワット中央駅）を結ぶ快速国際列車、ウドーンターニー駅を結ぶ国際列車が、それぞれ1日1往復の運行を開始した。タイの出入国管理はノーンカーイ駅で行われ、長時間停車する。

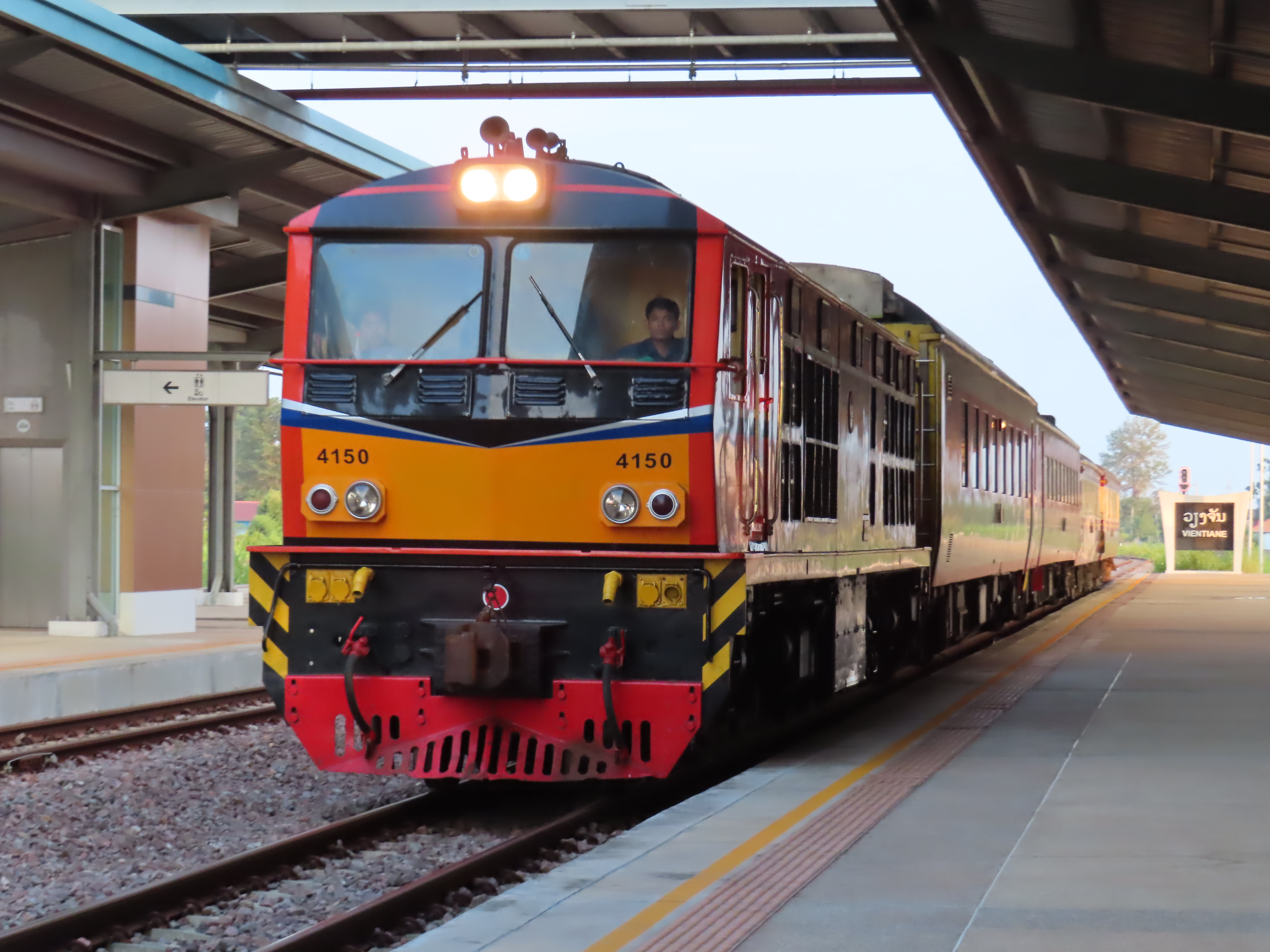
カムサワート駅に入線するバンコク行の快速134列車

ヴィエンチャンからノーンカーイ駅までの国際列車を4往復運行する計画もあり、所要時間は約20分、運賃は60〜70バーツを予定している。ほか、ナコンラチャシーマまでの普通列車を運行する計画もある。

## アクセス
Vientiane City 2 Bus Service により、列車の発着時刻に合わせて、ヴィエンチャン・センター（タラート・サオ隣接）、ITECC、
中国ラオス鉄道のヴィエンチャン駅を結ぶ 12番のバスが運行されている。タクシー、トゥクトゥクで市内中心部まで約20分。